# Hydrillodes grisea
Hydrillodes grisea là một loài bướm đêm trong họ Noctuidae.